# Bazylika Wniebowzięcia Najświętszej Marii Panny w Kaczyce
Bazylika Wniebowzięcia Najświętszej Marii Panny – kościół rzymskokatolicki wybudowany w 1904 roku przez Polaków mieszkających we wsi Kaczyka według projektu Teodora Talowskiego. W 2000 roku papież Jan Paweł II nadał mu tytuł bazyliki mniejszej.

## Historia
Powstanie parafii jest związane z duszpasterstwem prowadzonym wśród górników pracujących w kopalni soli. W 1795 roku przybył tu z Polski ksiądz Klemens. W kopalni, na głębokości 5 metrów, zbudowano dużą kaplicę poświęconą św. Barbarze. W 1810 roku, dzięki wsparciu administracji kopalni soli, ksiądz Jakub Bogdanowicz zbudował pierwszy kościół. Wówczas też utworzono rzymskokatolicką parafię w Kaczyce. Przy poświęceniu pierwszego kościoła do świątyni sprowadzono z ormiańsko-katolickiego kościoła w Stanisławowie kopię „cudownej ikony” Matki Boskiej Częstochowskiej prawdopodobnie z XVII wieku.
Stary kościół został rozebrany podczas budowy nowego „na miejscu dawnego presbyteryum i części kościółka zrobiono fundamenta pod nową wieżę”. W listopadzie 1902 roku parafię przejęli księża misjonarze z ks. Kasprem Słomińskim jako proboszczem, ks. Janem Rossmanem, ks. Pawłem Waszke i bratem Karolem Dybizbańskim.
W 1903 roku rozpoczęto budowę nowego kościoła, którego projekt przygotował Teodor Talowski. 15 sierpnia 1903 roku podczas uroczystości Wniebowzięcia  Najświętszej Matki Bożej sufragan lwowski ks. biskup Józef Weber poświęcił kamień węgielny pod nowy kościół. 16 października 1904 roku odbyła się konsekracja kościoła przez ks. arcybiskupa Józefa Bilczewskiego  w obecności ks. biskupa Webera.
W 1910 roku zakupiono w firmie Stuflessera z Tyrolu wielki ołtarz, ambonę i balaski. Ambonę ufundował proboszcz z Czerniowic ks. Kajetan Kasprowicz, a 500 koron na nowy ołtarz przekazał ks. dr hr. Badeni. W 1911 roku kupiono boczne ołtarze Matki Bożej Różańcowej i Matki Bożej Bolesnej. W 1910 roku została poświęcona grota, a w 1911 roku umieszczono w niej figury Matki Bożej z Lourdes i Bernadetty.
Po I wojnie światowej Bukowina południowa została przyłączona do Rumunii. Parafia w Kaczycach nadal jednak należała do diecezji lwowskiej. Proboszcz ks. Wojciech Grabowski został mianowany wikariuszem generalnym i w 1928 roku przeniósł się do Czerniowic. Po podpisaniu konkordatu z Rumunią parafia w Kaczyce została przyłączona do diecezji Jassów.
W 1936 roku za kościołem poświęcono 60 m półkolistą galerię otaczającą grotę Matki Bożej z Lourdes.

## Projekt Teodora Talowskiego
Kościół projektu Teodora Talowskiego został zbudowany w stylu neogotyckim z kamienia i czerwonej cegły. Ma wysokość 40 m, szerokość 23 m. Jego wysoka na 50 m wieża wysoka jest obecnie uznawana za architektoniczną „perłę Bukowiny”. Od 1992 roku prowadzone są szeroko zakrojone prace nad wzmocnieniem murów kościoła połączone z pracami drenażowymi z powodu słabego podłoża pod kościołem. Odnowiono marmurową posadzkę kościoła i wymieniono dach kościoła zniszczony wraz z upływem czasu.
Tak wygląd kościoła po konsekracji w 1904 roku opisywał ks. Kasper Słonimski:

Kościół przedstawia się zewnątrz bardzo malowniczo  i okazuje się dość obszernym. Malowniczości zewnątrz do daje mu wieża wysoka przeszło 50 m., bardzo ładna, budowana, jak cały kościół z surowej cegły, mająca dużo ozdób  kamiennych, jak galeryę w wysokości 30 metrów i na czterech rogach w wysokości 21 – 25 metrów na cieniutkich filar kach baldaszki w formie kapliczek. Nad wejściem do kościoła  w wielkim chórowym oknie wykuty w kamieniu Chrystus P.  na krzyżu, a pod nim na tympanonie wyryty w kamieniu zło cony monogram Maryi i napis: „O Maryo bez grzechu poczęta  módl się za nami“. W całej architekturze kościoła podoba się wielka rozmaitość, którą uwydatniają szkarpy i gzymsy  kamienne. Długość kościoła wynosi 36 m., szerokość 17–50 m.,  a w nawie krzyżowej ma szerokości 22 m. W 5 oknach  prezbiteryum przedstawiają witraże 5 tajemnic chwalebnej  części różańca; ładnie też wyglądają dwa ogromne okna boczne w krzyżowych nawach. Obecnie tylko mensa ołtarza  głównego jest nowa, a reszta urządzenia wewnętrznego jest  stara, prowizoryczna. Wygląda więc teraz kościół pusty i bar dzo ubogi. Najpierw jednak trzeba się wypłacić z licznych  długów, które na kościele ciążą, a potem dopiero można będzie myśleć o jego przyozdobieniu.

## Matka Boska Kaczycka
W 1904 roku do świątyni sprowadzono z ormiańsko-katolickiego kościoła w Stanisławowie kopię „cudownej ikony” Matki Boskiej Częstochowskiej. Ikona o wymiarach 86 × 60 cm przedstawia Najświętszą Maryję Pannę trzymającą małego Jezusa. Wykonany na płótnie obraz pokryty jest złotą i srebrną płaskorzeźbą (sukienką), widoczne są jedynie twarze i dłonie Jezusa i Matki Bożej. Maryja i Jezus mają korony na głowach. Jest to kopia obrazu Matki Boskiej Częstochowskiej.
W 2010 roku w Jassach rozpoczęto renowację obrazu, ale postanowiono poprosić o pomoc specjalistów z klasztoru jasnogórskiego w Polsce. Tu nie tylko dokończono renowacji samego obrazu, ale również przeprowadzono konserwację zabytkowej drewnianej „sukienki”, która po zakończeniu prac konserwacyjnych została ponownie zamontowana. Wykonano wówczas również nową, na wzór tzw. „sukienki Millenijnej”. W tym samym roku przeprowadzono restaurację ołtarza z drewna lipowego. Mariusz Grądman, malarz z Częstochowy wykonał kopię obrazu, która będzie peregrynować po Rumunii. Odnowiony obraz został 3 sierpnia 2010 roku poświęcony podczas Apelu Jasnogórskiego i przekazany biskupowi Petru Gherghelowi z diecezji Jassy w Rumunii.
W 2014 roku nową „sukienkę” wykonał polski artysta złotnik Mariusz Drapikowski. Do wykonania szaty zostały użyte kamienie szlachetne oraz wota zebrane przez mieszkańców Bukowiny, którzy pragnęli upiększyć wizerunek Matki Bożej. Sukienka i korony zostały poświęcone przez papieża Franciszka w Watykanie i zawieszone na obrazie 15 sierpnia 2014 roku podczas uroczystości odpustowych w sanktuarium w Kaczykach.

## Sanktuarium

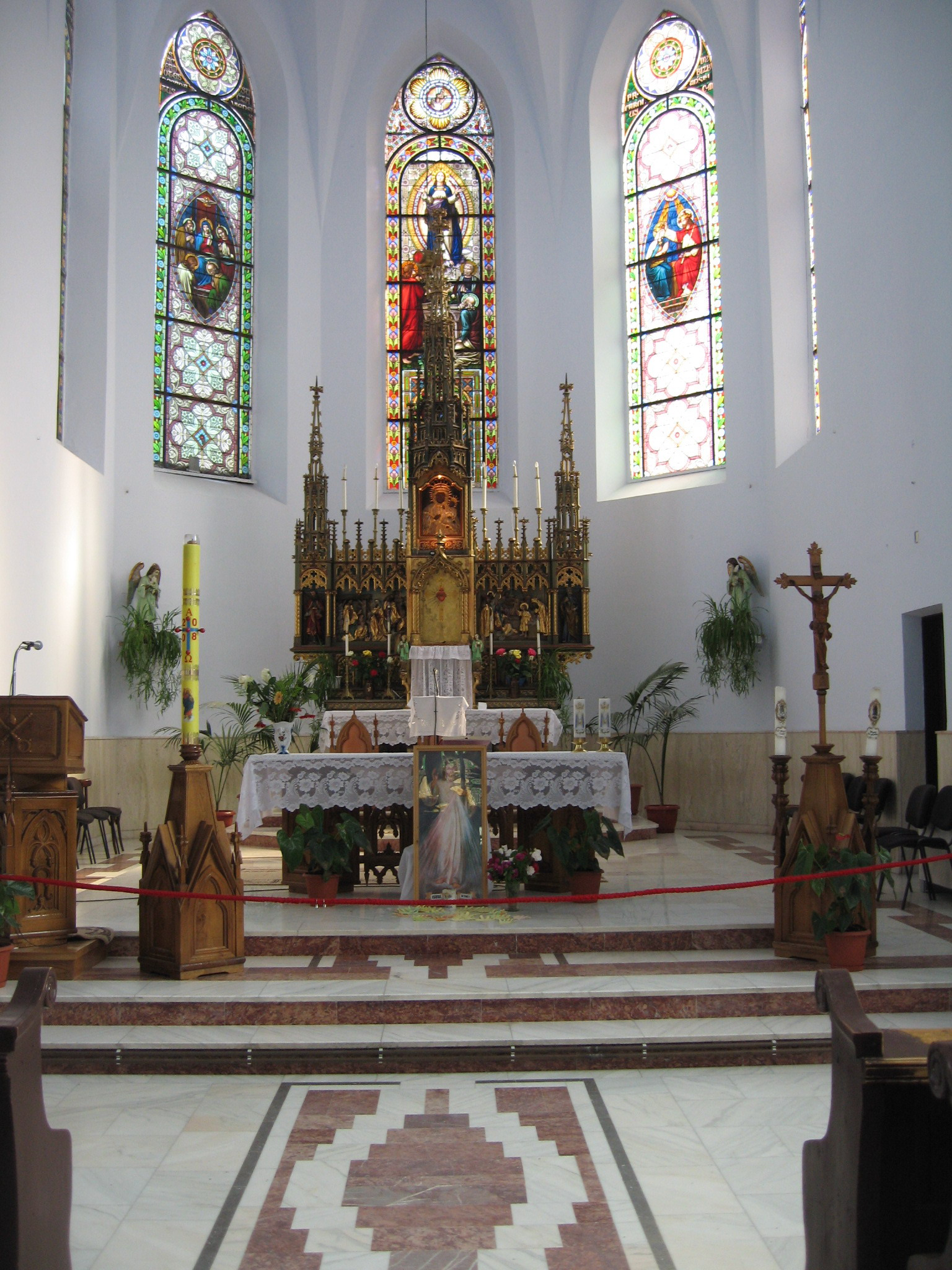
Wnętrze świątyni

Od 1904 roku uroczyście obchodzone jest święto 15 sierpnia Wniebowzięcia NMP, na które przybywają liczne pielgrzymki z kraju i z zagranicy.
Biorąc pod uwagę kult podczas dyktatury komunistycznej, 15 sierpnia 1996 roku kościół parafialny w Kaczyce został ogłoszony „sanktuarium diecezjalnym”, a 15 sierpnia 1997 roku dekretem biskupa Petru Gherghela za zgodą Katolickiej Konferencji Episkopatu w Rumunii został uznany „sanktuarium narodowym”.
Podczas roku jubileuszowego 14 marca 2000 roku Jan Paweł II i Kongregacja Kultu Bożego i Dyscypliny Sakramentów ogłosiła nadanie sanktuarium tytułu „bazyliki mniejszej”, a oficjalnie ogłosił to podczas uroczystej liturgii 15 sierpnia 2000 roku specjalny wysłannik Ojca Świętego kardynał Luigi Poggi.
Liturgia w Kaczykach jest odprawiana w języku rumuńskim, polskim, niemieckim i węgierskim.

## Proboszczowie
Od początku istnienia parafii wszyscy księża byli Polakami. W latach 1902–1967 kościołem opiekowali się księża misjonarze z Krakowa. W 1973 roku probostwo przejęli księża z Rumunii. Od 2000 roku opiekę nad sanktuarium sprawują franciszkanie z Jassy. Lista sporządzona według ulotki jubileuszowej z 1994 roku:
- 1794–1843 Jakub Bogdanowicz
- 1843–1844 Jan Rogalski
- 1844–1863 Jerzy Mazanek
- 1863–1864 Michał Falkiewicz
- 1864–1885 Karol Szajer
- 1885–1902 Maurycy Kolankiewicz
- 1902 Wojciech Kutakowski
- 1902–1906 Kasper Słomiński
- 1906–1928 Wojciech Grabowski
- 1928–1946 Henryk Wachowski
- 1946–1967 Józef Chachuła
- 1967–1968 Kazimierz Kobylewicz
- 1968–1973 Grzegorz Duma
- 1973–1978 Ioan Ciceu
- 1978–1996 Ion Pârțac
- 1996–2000 Iulian Eugen Kropp